# Kimavu
Kimavu är ett släkte av steklar. Kimavu ingår i familjen bracksteklar.
Kladogram enligt Catalogue of Life:
| Kimavu | \| \| Kimavu annulicornis \| \| \| \| \| \| Kimavu fulvus \| \| \| \| |
|        | \| \| Kimavu annulicornis \| \| \| \| \| \| Kimavu fulvus \| \| \| \| |
|        | Kimavu annulicornis                                                   |
|        |                                                                       |
|        | Kimavu fulvus                                                         |
|        |                                                                       |